# El foc de la joventut
 El foc de la joventut (original. National Velvet) és una pel·lícula estatunidenca dirigida per Clarence Brown, estrenada el 1944 i doblada al català

## Argument
Anglaterra, anys 20. Finalment arriba l'últim dia de classes per les germanes Brown: Edwina (Angela Lansbury), la gran, somnia l'amor, mentre Velvet (Elizabeth Taylor), la petita, té una gran passió pels cavalls. De camí a casa Velvet es troba amb Mike Taylor (Mickey Rooney), un jove rodamón que ha heretat del seu pare només un quadern en el qual hi ha anotat el nom i la direcció de la Sra Brown (Anne Revere), mare de Velvet. La dona és una ex-campiona de natació i va ser, en el seu moment, entrenada pel pare de Mike. Després de la renuencia inicial de Mr. Brown (Donald Crisp), la família decideix donar-li hospitalitat.
Mentrestant, la commoció es desencadena a la ciutat a causa d'un cavall nerviós i joganer que ho està destruint tot. El propietari, per desferse'n, el posa com a premi en un sorteig i Velvet el guanya. La nena, que anomena el cavall "Peu", és l'única persona que pot domar l'animal, després d'haver-lo alletat amb l'ajuda de Mike, també expert en cavalls, troben un jockey i decideixen inscriure  Peu al Gran Premi de Londres. Velvet s'acomiada de la seva família i se'n va a Londres amb Mike; la nit abans de la cursa de la noia descobreix que en el passat Mike era un genet expert, que es va retirar després d'un accident. El dia del Gran Premi, Velvet, no trobant un genet, es disfressa d'home i participa en la cursa acabant en primer lloc. Després de descobrir la seva identitat, la jove és desqualificada, però ara ella i Peu s'han donat a conèixer internacionalment i Velvet està a punt per tornar a casa a abraçar la seva família.

## Repartiment
- Mickey Rooney: Mike Taylor
- Elizabeth Taylor: Velvet Brown
- Donald Crisp: M. Herbert Brown
- Anne Revere: Sra. Araminty Brown
- Angela Lansbury: Edwina Brown
- Jackie Jenkins: Donald Brown
- Juanita Quigley: Malvolia "Mally" Brown
- Arthur Treacher: El patró de la quadra de carreres
- Reginald Owen: Ede, el granger
- Norma Varden: Srta. Sims

I, entre els actors que no surten als crèdits :
- Mona Freeman: Una estudiant
- Frederick Worlock: Un stewart
- Arthur Blake

## Premis i nominacions

### Premis
- 1946 − Oscar a la millor actriu secundària per Anne Revere
- 1946 − Oscar al millor muntatge per Robert Kern

### Nominacions
- 1946 − Oscar a la millor direcció artística per Cedric Gibbons, Urie McCleary, Edwin B. Willis i Mildred Griffiths
- 1946 − Oscar a la millor fotografia per Leonard Smith
- 1946 − Oscar al millor director per Clarence Brown

## Rebuda
El foc de la joventut va aconseguir una ràtio del 100% a Rotten Tomatoes.